# Robelmont
 (décembre 2019).
Robelmont (en gaumais : Roubiémont) est une section et un village de la commune belge de Meix-devant-Virton située en Région wallonne dans la province de Luxembourg. Ce village gaumais se trouve dans l'arrondissement de Virton, en Lorraine belge.
Les Robelmontois sont communément surnommés les Taons en gaumais.

## Étymologie
Robelmont vient du français-germanique Robertimontem qui signifie « Colline de Robert ». Dès 1227, on trouve la trace de Robermont.

## Démographie
Au 1er janvier 2017, la population était de 477 habitants.

Le graphique suivant reprend la population résidente au 1er janvier de chaque année pour le village.

## Histoire
À la fin du XIXe siècle, d'importants vestiges gallo-romains y ont été signalés au lieu-dit Château des Sarassins. Mais les premières fouilles complètes furent entreprises à l'initiative de l'université libre de Bruxelles (qui effectua cinq campagnes, de 1968 à 1972). Elles exhumèrent les fondations d'une luxueuse villa. Ainsi, on y retrouva un hypocauste (système de chauffage par le sol utilisé à l’époque gallo-romaine) et des peintures murales. Un abondant matériel y fut mis au jour : des céramiques en terre sigillées (destinées au service à table), des monnaies des Nervii (les Nerviens sont un peuple gaulois) remontant à l'Empereur romain Postume (258-267 apr. J.-C.) et des objets en bronze. Ces divers objets sont aujourd'hui exposés au Musée gaumais de Virton. Cette villa est apparue comme un des importants vestiges de l'occupation romaine en Belgique. En mars 1954, le roi Baudouin Ier est venu visiter les fouilles qui avaient lieu à Robelmont.
En outre, deux sépultures mérovingiennes (la période mérovingienne s'étend de 445 à 752 apr. J.-C.) furent découvertes. Ce qui tend à prouver que le site de Robelmont ne resta pas désert après les invasions germaniques (durant les  IIIe, IVe et Ve siècles).
Deux autres éléments très importants sont la dédicace à saint Martin ainsi que le droit de collation (droit de conférer un bénéfice et d'en donner des provisions) qu'exerçait l'évêque de Verdun sur l'Église (cela représentait de très vieux droits de l'église virdunoise sur toute la région de Virton). Ces deux éléments évoquent l'ancienneté de la paroisse de Robelmont (les archives de l'évêché de Trèves font écho de la paroisse de Robelmont en 1265) dont fut sans doute démembrée celle de Meix-devant-Virton.
Robelmont va ensuite lier rapidement sa destinée au comté de Chiny (982-1364). Mais le 11 novembre 1340, les villes de Virton et d'Yvois sont vendues avec leurs prévôtés à Jean l'Aveugle, roi de Bohême et comte de Luxembourg, pour 100 000 florins or. C'est ainsi que Robelmont se lia au duché de Luxembourg, avec lequel il traversa l'histoire jusqu'à l'indépendance de la Belgique en 1830.
Le prévôt de Virton était le représentant des comtes de Chiny et en 1364, de leurs successeurs les ducs de Luxembourg. Il était leur intendant et leur trésorier.
Robelmont, tout comme la plupart des localités du comté de Chiny, bénéficia de la loi de Beaumont. Cette loi permettait au peuple d'élire chaque année, le jour de la Pentecôte, un mayeur, sept jurés et un doyen de justice. Elle l'affranchissait de tout impôt, lui accordait le droit de pacage (permet d'envoyer son bétail paître dans certains pâturages), une provision suffisante de bois de chauffage et l'usage des cours d'eau. En retour, le seigneur recevait chaque année une quantité de fourrage à prélever sur chaque fauché de pré, la sixième ou la dixième gerbe dans les terres cultivées, le vingtième setier de blé moulu au moulin banal, le vingt-quatrième pain cuit au four seigneurial, les droits de vente et les amendes résultant des condamnations. La charte d'affranchissement de Robelmont a été perdue, mais le fait est que dès le milieu du XIIIe siècle le village avait son corps communal. Il était composé de bourgeois qui exerçaient les pouvoirs administratifs et judiciaires. Le 3 mai 1777, l'Impératrice Marie-Thérèse abolit la loi de Beaumont.
L'abbaye d'Orval (aujourd'hui cistercienne mais d'abord bénédictine, fondée en 1070 à l'initiative du comte de Chiny Arnould II)  possédait des propriétés sur Robelmont et participait donc très largement, en compagnie d'autres institutions ecclésiastiques — comme le chapitre Saint-Paul de Verdun ou le prieuré de Vaux-les-Moines (Signy-Montlibert) — aux profits du partage des revenus seigneuriaux qui, amoindris par les prélèvements des « fieffés » du prince territorial, ne laissaient qu'une maigre recette au prévôt de Virton.
En 1615, Robelmont comptait 165 habitants dont 54 bourgeois, paysans pour la plupart, mais aussi des travailleurs du fer qui louaient leurs bras aux usines de Berchiwé (ces ouvriers logeaient dans le quartier de l'ancienne église, près de l'actuel cimetière). Ce complexe industriel du ruisseau de la Chevratte, né au début du XVIe siècle sur les bans de Robelmont et d'Houdrigny, devait devenir la première usine de France sous le Régime napoléonien. À la chute du Premier Empire (en avril 1814), le fer de Saint-Pancré (commune française de Meurthe-et-Moselle) cessa d'y être acheminé et les commandes des fabriques d'armes se raréfièrent. Vers 1855, Berchiwé entra en déclin et les forges désaffectées furent alors remplacées par les moulins Materne, les plus importants du Luxembourg jusqu'à la guerre de 1914. Les habitants de Robelmont qui n'étaient pas affectés au travail des champs pouvaient donc trouver un travail dans une industrie importante de l'époque.
Robelmont faisait autrefois partie du diocèse de Trèves et du doyenné de Longuyon avant de passer sous le diocèse de Metz (en 1802) et enfin sous le diocèse de Namur (dès 1823).
En 1813, Robelmont fut réuni à la commune de Villers-la-Loue. Par la loi du 5 mai 1841, le village fut détaché de Villers-la-Loue et érigé en commune distincte. Robelmont perdra ce statut à la fusion des communes de 1977 et rejoindra la commune de Meix-devant-Virton. Et ce de l'avis contraire de la population de l'époque qui désirait se rattacher à la commune de Virton.
La belle situation au flanc Sud d'une colline crêtée de bois a contribué à faire de Robelmont dans les années 1980 un village résidentiel où se fixèrent des Virtonais. Ce phénomène a entraîné un accroissement constant de la population. Celle-ci ne cesse d'augmenter depuis. En 1979, les entrepôts frigorifiques Schneider à Belle-Vue (quartier de Robelmont, vers Virton) employaient 11 personnes. Ces entrepôts fermèrent leurs portes vers le milieu des années 1990.

## Patrimoine et culture

### Patrimoine architectural
- L’église Saint-Martin.

## Personnage célèbre
- Nicolaus Vernulaeus (né à Robelmont le 10 avril 1583 et mort à Leuven le 6 janvier 1649), historiographe de Sa Majesté, humaniste, historien et auteur de théâtre en langue latine. Il fut professeur d'éloquence et recteur au sein de l'université de Louvain.
- Sylvain Arend (né à Robelmont le 6 août 1902 et mort à Uccle le 18 février 1992), astronome, spécialiste du calcul des orbites astrales dont il invente une nouvelle méthode. Le 8 novembre 1956, il découvre la comète Arend-Roland, visible à l'œil nu à la fin du mois d'avril 1957. Il fut chef des travaux, responsable du Département de l'Astrométrie et de Mécanique Céleste à l'Observatoire royal de Belgique. Il érige aussi le télescope équatorial du Royal Observatory britannique. En 1966, La Poste belge publia un timbre de 6 francs sur lequel étaient représentés un télescope et la comète Arend-Roland. Une rue porte désormais son nom dans le village.
- Jean-Vital Alexandre (1868-1914) Curé de la paroisse de 1902 à 1909, exécuté par les Allemands en 1914.